# Bonini
Bonini so naselje v Slovenski Istri  , ki upravno spada pod Mestno občino Koper. 